# Campeonato Gaúcho de Futebol de 1965 - Série A
O Campeonato Gaúcho de Futebol de 1965, foi a 45ª edição da principal competição do estado do Rio Grande do Sul. O campeonato teve início em 5 de junho e término em 11 de dezembro. Disputaram o campeonato doze clubes, em turno e returno. O campeão desta edição foi o Grêmio.

## Regulamento
O campeonato foi composto por jogos entre as equipes participantes em turno e returno. A equipe com o maior número de pontos foi declarada campeã e conquistou uma vaga como representante do estado do Rio Grande do Sul na Taça Brasil 1966. O primeiro critério de desempate é o saldo de gol, a equipe com a pior campanha foi rebaixado.

## Participantes
| Equipe                           | Cidade        | Presença |
| -------------------------------- | ------------- | -------- |
| Clube Esportivo Aimoré           | São Leopoldo  | 5ª       |
| Grêmio Esportivo Brasil          | Pelotas       | 15ª      |
| Esporte Clube Cruzeiro           | Cachoeirinha  | 6ª       |
| Grêmio Atlético Farroupilha      | Pelotas       | 9ª       |
| Grêmio Esportivo Flamengo*       | Caxias do Sul | 5ª       |
| Esporte Clube Floriano**         | Novo Hamburgo | 22ª      |
| Grêmio Foot-Ball Porto Alegrense | Porto Alegre  | 23ª      |
| Guarany Futebol Clube            | Bagé          | 15ª      |
| Sport Club Internacional         | Porto Alegre  | 21ª      |
| Esporte Clube Juventude          | Caxias do Sul | 7ª       |
| Esporte Clube Pelotas            | Pelotas       | 13ª      |
| Sport Club Rio Grande            | Rio Grande    | 6ª       |

* O Caxias disputou a competição com o nome Flamengo.
** O Novo Hamburgo disputou a competição com o nome Floriano.

## Premiação
| Campeonato Gaúcho de 1965    |
| ---------------------------- |
| Grêmio Campeão (16.º título) |

## Artilheiro
- Alcindo (Grêmio) 21 gols[carece de fontes?]